# Contea di Lijin
La contea di Lijin (利津县S, Lìjīn XiànP) è una contea della Cina, situata nella provincia dello Shandong e amministrata dalla prefettura di Dongying.